# Лакен (Ирландия)
Лакен (англ. Lacken; ирл. An Leacain / Leacán) — деревня в Ирландии, находится в графстве Уиклоу (провинция Ленстер).
4 сентября 1951 года здесь был открыт постамт, как филиал блессингтонского, но он уже закрыт.